# Relais 4 × 400 mètres féminin aux championnats du monde d'athlétisme 2017
Pour un article plus général, voir Championnats du monde d'athlétisme 2017.
Navigation
Pékin 2015 Doha 2019
L'épreuve du relais 4 × 400 mètres féminin des championnats du monde de 2017 se déroule les 12 et 13 août 2017 dans le Stade olympique de Londres, au Royaume-Uni. 

## Critères de qualification
Pour se qualifier pour les championnats, il faut avoir terminé parmi les huit premiers lors des relais mondiaux 2017, ou avoir réalisé l'un des huit meilleurs temps entre le 1er janvier 2016 et le 23 juillet 2017.

## Résultats

### Finale
| Rang               | Couloir | Pays        | Athlètes                                                                              | Temps   | Notes |
| ------------------ | ------- | ----------- | ------------------------------------------------------------------------------------- | ------- | ----- |
| Médaille d'or      | 4       | États-Unis  | Quanera Hayes, Allyson Felix, Shakima Wimbley, Phyllis Francis                        | 3:19.02 | WL    |
| Médaille d'argent  | 5       | Royaume-Uni | Zoey Clark, Laviai Nielsen, Eilidh Doyle, Emily Diamond                               | 3:25.00 |       |
| Médaille de bronze | 3       | Pologne     | Małgorzata Hołub, Iga Baumgart, Aleksandra Gaworska, Justyna Święty                   | 3:25.41 | SB    |
| 4                  | 2       | France      | Estelle Perrossier, Déborah Sananes, Agnès Raharolahy, Elea-Mariama Diarra            | 3:26.56 | SB    |
| 5                  | 7       | Nigeria     | Patience Okon George, Abike Funmilola Egbeniyi, Glory Onome Nathaniel, Yinka Ajayi    | 3:26.72 |       |
| 6                  | 9       | Allemagne   | Ruth Spelmeyer, Laura Müller, Nadine Gonska, Hannah Mergenthaler                      | 3:27.45 |       |
| 7                  | 8       | Botswana    | Christine Botlogetswe, Lydia Jele, Galefele Moroko, Amantle Montsho                   | 3:28.00 |       |
|                    | 6       | Jamaïque    | Chrisann Gordon, Anneisha McLaughlin-Whilby, Shericka Jackson, Novlene Williams-Mills | DNF     |       |

### Séries
Les 3 premiers de chaque série (Q) et les 2 meilleurs temps (q) se qualifient pour la finale.
| Rang | Série | Couloir | Pays           | Athlètes                                                                               | Temps   | Notes |
| ---- | ----- | ------- | -------------- | -------------------------------------------------------------------------------------- | ------- | ----- |
| 1    | 1     | 3       | États-Unis     | Quanera Hayes, Kendall Ellis, Shakima Wimbley, Natasha Hastings                        | 3:21.66 | Q, WL |
| 2    | 2     | 8       | Jamaïque       | Anastasia Le-Roy, Anneisha McLaughlin-Whilby, Chrisann Gordon, Stephenie Ann McPherson | 3:23.64 | Q, SB |
| 3    | 1     | 4       | Royaume-Uni    | Zoey Clark, Laviai Nielsen, Perri Shakes-Drayton, Emily Diamond                        | 3:24.74 | Q, SB |
| 4    | 2     | 6       | Nigeria        | Patience Okon George, Glory Onome Nathaniel, Emerald Egwim, Yinka Ajayi                | 3:25.40 | Q, SB |
| 5    | 2     | 9       | Allemagne      | Ruth Sophia Spelmeyer, Nadine Gonska, Svea Köhrbrück, Laura Müller                     | 3:26.24 | Q, SB |
| 6    | 2     | 9       | Pologne        | Małgorzata Hołub, Patrycja Wyciszkiewicz, Martyna Dąbrowska, Iga Baumgart              | 3:26.47 | q, SB |
| 7    | 1     | 5       | Botswana       | Christine Botlogetswe, Lydia Jele, Galefele Moroko, Amantle Montsho                    | 3:26.90 | Q, NR |
| 8    | 1     | 6       | France         | Déborah Sananes, Estelle Perrossier, Agnès Raharolahy, Elea-Mariama Diarra             | 3:27.59 | q, SB |
| 9    | 2     | 7       | Italie         | Maria Benedicta Chigbolu, Maria Enrica Spacca, Libania Grenot, Ayomide Folorunso       | 3:27.81 | SB    |
| 10   | 2     | 5       | Australie      | Anneliese Rubie, Ella Connolly, Lauren Wells, Morgan Mitchell                          | 3:28.02 | SB    |
| 11   | 1     | 3       | Canada         | Carline Muir, Aiyanna Stiverne, Travia Jones, Natassha McDonald                        | 3:28.47 | SB    |
| 12   | 2     | 8       | Ukraine        | Kateryna Klymiuk, Olha Bibik, Tetyana Melnyk, Anastasiya Bryzhina                      | 3:31.84 |       |
| 13   | 2     | 7       | Afrique du Sud | Justine Palframan, Gena Löfstrand, Ariane Nel, Wenda Nel                               | 3:37.82 | SB    |
|      | 1     | 2       | Bahamas        | Lanece Clarke, Christine Amertil, Anthonique Strachan, Shaquania Dorsett               |         | DNF   |
|      | 1     | 2       | Inde           | Jisna Mathew, M. R. Poovamma, Anilda Thomas, Nirmala Sheoran                           |         | DQ    |
|      | 1     | 5       | Pays-Bas       | Madiea Ghafoor, Lisanne de Witte, Laura de Witte, Eva Hovenkamp                        |         | DQ    |

## Légende
Records et Performances
- AR : Record continental (area record)
- CR : Record des championnats (championship record)
- MR : Record du meeting (meet record)
- NR : Record national (national record)
- OR : Record olympique (olympic record)
- PR : Record paralympique (paralympic record)
- PB : Record personnel (personal best)
- SB : Meilleure performance personnelle de la saison (season's best)
- WL : Meilleure performance mondiale de l'année (world leader)
- WJR : Record du monde junior (world junior record)
- WR : Record du monde (world record)

Circonstances et Conditions
- DNF : N'a pas terminé (did not finish)
- DNS : N'a pas pris le départ (did not start)
- DQ : Disqualification (disqualification)
- NM : Aucun essai valable enregistré (No Mark)
- Q : Qualifié « directement » au prochain tour (ou à la prochaine compétition), lors d'une compétition majeure, grâce au classement ou à la réalisation des minima (automatic qualifier)
- q : Qualifié au prochain tour (ou à la prochaine compétition), lors d'une compétition majeure, grâce au repêchage ou à la réalisation de l'une des meilleures performances parmi celles des « non qualifiés directement » (grâce au meilleur temps ou à la meilleure distance par exemple) (secondary qualifier)